# Hotîn, Berezne
Hotîn (în ucraineană Хотин) este un sat în comuna Prîsluci din raionul Berezne, regiunea Rivne, Ucraina.

## Demografie
Componența lingvistică a localității Hotîn
     Ucraineană (99,87%)
     Alte limbi (0,13%)
Conform recensământului din 2001, majoritatea populației localității Hotîn era vorbitoare de ucraineană (99,87%), existând în minoritate și vorbitori de alte limbi.